# Medios de comunicación en Suazilandia
Actualmente las leyes de Suazilandia permiten la censura desde que en 2001 el decreto 2/2001, de 22 de junio sancionado por el rey de Suazilandia, adjudica al "ministerio correspondiente" la potestad de prohibir la publicación de cualquier medio sin falta de iniciar un proceso legal o de facilitar ninguna causa. Esta norma puso fin a la controversia suscitada por los cierres de la revista The Nation y del semanario The Guardian, críticos con el poder. Esta resolución había sido declarada ilegal, en un principio, por la Corte Suprema de Suazilandia.
Suazilandia figura en 2014 en el puesto 156 en la clasificación mundial de la libertad de prensa que publica anualmente Reporteros sin Fronteras.

## Prensa
Según el Anuario Estadístico de la Unesco de 1996 el número de periódicos por cada mil habitantes en 1995 era de 14. Algunos de los periódicos más importantes son:
- The Swazi News: Semanario en inglés fundado en 1983. Tiene una tirada de 18.000 ejemplares. Se publica en Mababane.
- Swazi Observer: Propiedad del Estado y editado en Mbabane en inglés.
- Swaziview: Revista mensual de temas de interés general. Tirada de 3500 ejemplares.
- The Times of Swaziland: Fundado en 1897, se publica en inglés de lunes a viernes. Tiene también una edición mensual y una tirada de 18.000 ejemplares.
- The Weekend Observer: Editado en Mbabane.
- The News Centre
- The Nation: Fundado en 1997 es una revista mensual e independiente de noticias. Fue cerrado en 2001 por ser crítico con el Gobierno.
- The Guardian of Swaziland: Fue cerrado en 2001 por ser crítico con el Gobierno.
- Todos los periódicos y revistas de tirada nacional de Sudáfrica y Mozambique.

## Televisión
Suazilandia tiene 5 estaciones emisoras de televisión (2004) según el CIA World Factbook 2005.
- Swaziland Television Authority 1: Generalista en inglés. Cadena fundada en 1978 y propiedad del Estado. Emite solamente 7 horas diarias en inglés de producción propia, el resto es producción externa (Estados Unidos, Sudáfrica, Reino Unido, Australia...).
- Swaziland Television Authority 2: Generalista en idioma suazi. Cadena fundada recientemente y propiedad del estado. Emite solamente 7 horas diarias en suazi de producción propia, el resto es producción externa en suazi (Sudáfrica, Lesoto y Mozambique).
- Todos los canales de TV de ámbito nacional de Sudáfrica y Mozambique.

## Radio
Según el Informe de Desarrollo Humano de 1997, el número de radios por cada mil habitantes en 1994 era de 163. El número total de emisoras de radio en 2004 (según el CIA World Factbook 2005 es de 3 AM y 2 FM.
- Swaziland Broadcasting of Information Service 1: Generalista en inglés. Cadena fundada en 1966 y propiedad del Estado. Emite programación de producción propia, el resto es producción externa (Estados Unidos, Sudáfrica, Reino Unido, Australia...). En un principio era en inglés y suazi, actualmente sólo emite en inglés.
- Swaziland Broadcasting of Information Service 2: Generalista en idioma suazi. Cadena fundada recientemente y propiedad del estado. Emite programación de producción propia, el resto es producción externa en suazi (Sudáfrica, Lesoto y Mozambique).
- Swaziland Commercial Radio (Pty) Ltd: Emisora comercial de propiedad privada. Emite en el Sur de África en inglés y portugués programas de música y religiosos.
- Trans World Radio: Fundada en 1974. Tiene cinco estaciones desde las que emite en 30 lenguas en el sur, centro, este y oeste de África.
- Todas las emisoras de radio de ámbito nacional de Sudáfrica y Mozambique.

## Internet
El dominio de internet de Suazilandia es .sz, y en 2012 había 2.744 hosts y 90.100 usuarios de internet en el país.